# Райан, Майк (бейсболист, 1941)
Майкл Джеймс Райан (англ. Michael James Ryan, 25 ноября 1941, Хейверилл, Массачусетс — 7 июля 2020, Вулфборо, Нью-Гемпшир) — американский бейсболист, кэтчер. Выступал в Главной лиге бейсбола с 1964 по 1974 год. После завершения игровой карьеры работал тренером. Победитель Мировой серии 1980 года в составе тренерского штаба «Филадельфии Филлис».

## Биография
Майк Райан родился 25 ноября 1941 года в городе Хейверилл в штате Массачусетс. Его отец Джон в прошлом играл в американский футбол, а затем работал бригадиром на обувной фабрике, мать Лорейн была домохозяйкой. По настоянию отца Майк учился в школе Сент-Джеймс, которая не принимала участие в соревнованиях ни в одном виде спорта. В детстве он был фанатом команды «Бостон Ред Сокс» и сам играл в бейсбол в любительской лиге. В 1960 году Райан попал в поле зрения скаутов клубов Главной лиги бейсбола. Сначала он безуспешно побывал на просмотре в «Филадельфии Филлис», а позже подписал контракт с «Ред Сокс».
Профессиональную карьеру Райан начал в 1961 году в составе клуба «Олиан Ред Сокс» в Лиге Нью-Йорка и Пенсильвании. У него были серьёзные проблемы в нападении, где он в 119 выходах на биту действовал с эффективностью всего 18,5 %, но Майк проявил себя как очень надёжный защитник. Сезон 1962 года он провёл в составе «Уотерлу Хокс», став лучшим кэтчером Лиги Среднего Запада по количеству путаутов, передач в защите и сыгранных дабл-плей. В течение следующих двух лет Райан играл за «Рединг Ред Сокс» в Восточной лиге. Сезон 1964 года он завершил с лучшим в своей карьере показателем отбивания 24,8 %, также он сыграл в Матче всех звёзд лиги. В октябре его вызвали в основной состав «Бостона», чтобы заменить травмированного Боба Тиллмана. Третьего октября Майк дебютировал в основном составе «Ред Сокс».
Большую часть сезона 1965 года Райан провёл в команде Международной лиги «Торонто Мэйпл Лифс», сыграв несколько матчей за «Бостон» в начале и конце регулярного чемпионата. Через год он выиграл борьбу за место стартового кэтчера «Ред Сокс». В 116 сыгранных матчах его показатель отбивания составил 21,4 %, он выбил два хоум-рана и набрал 32 RBI. В 1967 году новым главным тренером команды стал Дик Уильямс, который хотел видеть на месте кэтчера более сильного в атакующем плане игрока. По ходу сезона Майк конкурировал за место в составе с Бобом Тиллманом и Рассом Гибсоном, а в августе в команду пришёл ветеран Элстон Хоуард. После этого игровое время Райана сократилось. Он помог команде выиграть чемпионат Американской лиги, а также сыграл в одном из матчей Мировой серии, но в декабре его обменяли в «Филадельфию».
В 1968 году Райан сыграл за «Филлис» в 96 матчах, отбивая с показателем 19,6 %. После завершения чемпионата его конкурент за место в составе Клей Далримпл был продан в «Балтимор Ориолс» и Майк стал основным кэтчером «Филадельфии». В межсезонье он много работал над техникой отбивания, но результаты оказались неоднозначными. В 133 матчах регулярного чемпионата 1969 года показатель отбивания Райана составил всего 20,4 %, но он выбил 12 хоум-ранов и набрал 44 RBI. Руководство «Филлис» посчитало прогресс незначительным и в межсезонье подписало контракт с Тимом Маккарвером, участником Матча всех звёзд лиги. Он занял место в основном составе, а Майк в 1970 году сыграл всего в 46 матчах, отбивая с эффективностью 17,9 %. Следующие три сезона он оставался запасным кэтчером «Филадельфии», играя редко. В январе 1974 года его обменяли в «Питтсбург Пайрэтс», за который он сыграл в тридцати матчах, выбив три хита. После окончания сезона Райан завершил карьеру. Его итоговый показатель отбивания составил всего 19,3 %, но его сильной стороной всегда была защита — в более чем 5 000 сыгранных иннингов Майк допустил всего 34 ошибки.
После завершения игровой карьеры Райан остался в системе «Питтсбурга». В течение двух лет он был главным тренером фарм-клуба A-лиги «Чарлстон Пэтриотс». В 1977 году его наняли тренером кэтчеров в одну из команд младших лиг, аффилированных с «Филадельфией». С 1980 по 1995 год Майк был тренером буллпена «Филлис». В сезоне 1980 года он вместе с командой стал победителем Мировой серии.
Майк Райан скончался 7 июля 2020 года в своём доме в Вулфборо. Ему было 78 лет.